# Stenospermation longipetiolatum
Stenospermation longipetiolatum är en kallaväxtart som beskrevs av Adolf Engler. Stenospermation longipetiolatum ingår i släktet Stenospermation och familjen kallaväxter.
Artens utbredningsområde är Ecuador. Inga underarter finns listade.